# Mormia paniscoides
Mormia paniscoides är en tvåvingeart som beskrevs av Quate 1967. Mormia paniscoides ingår i släktet Mormia och familjen fjärilsmyggor. Inga underarter finns listade i Catalogue of Life.